# Ayakashi Ayashi
Assassins de Fantasmes Ayashi (天保異聞 妖奇士) és una sèrie japonesa d'anime creada per l'estudi BONES i Mainichi Broadcasting System, Inc. (MBS). Escrita per Sho Aikawa, dirigida per Hiroshi Nishikiori i amb els dissenys del personatges de la mà de Toshihiro Kawamoto, la sèrie s'estrenà al Japó a les 6:00 PM, octubre 7 de 2006 en TBS, en la mateixa franja horària ocupada anteriorment per sèries d'anime com Blood+, Fullmetal Alchemist i dues sèries de la franquícia Gundam Seed. Va tenir la seua emissió en televisió per satèl·lit al Japó a través de Animax en novembre 14 de 2006.
Originalment programada per a emetre's amb 52 episodis, però la 'longitud de la sèrie es va reduir a 25 capítols a causa de la seua baixa qualificació i va finalitzar la seua emissió el 31 de març de 2007.

## Argument
En 1843, el catorzè any de l'era Tenpō, deu anys abans de l'arribada del comodoro Matthew Perry i Els bucs Negres, Edo és atacat per bèsties de l'inframón, conegut com ((Nihongo | Yōi |妖夷)). Els membres del Bansha Aratamesho, anomenats ((Nihongo | Ayashi |奇士)), s'han reunit per a lluitar contra les bèsties.

## Personatges

### Bansha Aratamesho Ayashi
Ryūdō Yukiatsu (竜導往壓)
El protagonista, un vagabund de 39 anys amb el poder de Ayagami. Es fa dir "Yuki". Originalment fill d'un Samurai Hatamoto, abandonà la seua llar fa 25 anys. És l'única persona coneguda d'haver visitat el "altre món" i haver regressat amb vida.
Ogasawara Hōzaburō (小笠原放三郎)
De 20 anys, líder dels Bansha Aratamesho. Ell fou un estudiant a Rangaku Rangaku (蘭学, lit. estudis occidentals).
Edo Genbatsu (江戸元閥)
Un sacerdot sintoista vaig transvestir. Combat utilitzant diverses armes de foc.
Saizō (宰蔵)
Una jove que vesteix com un xic a causa dels seus antecedents en el teatre, on a les dones no se'ls permet actuar. Combat usant un ventall de paper que es desenvolupa fins a convertir-se en una llarga corda de paper. Va nàixer amb la facultat de realitzar una dansa misteriosa que atrau als Yōi.
Abi (アビ)
Un home de la muntanya, baralles usant una llança que pot dividir per la meitat en quatre llances menors, aparentment llances màgiques. Sembla tenir una estreta relació amb Edo Genbatsu.

### Magistrats del Sud d'Edo
Torii Yōzō (鳥居耀蔵)
El Magistrat d'Edo Sud, Senyor del "Kai". Un fort defensor de les reformes de l'Ancià Cap Mizuno Tadakuni Tenpo.
Honjō Tatsusuke (本庄辰輔)
Un criat de Torii Yōzō. Treballa per a ell com espia.
Hanai Toraichi (花井虎一)
Un estudiant de Rangaku.
Matsue Sote (松江ソテ)
Un familiar de Honjō Tatsusuke.

### Govern Shogunato
Atobe Yoshisuke (跡部良弼)
Mare biològica de Mizuno Tadakuni, la magistrada financera i política opositora de Torii Yōzō. Superior de Ogasawara.
Abe Masahiro (阿部正弘)
Nomenat com Major a l'edat 25. Ell va negociar en nom del govern Shogun amb Matthew Perry.
Toyama Kagemoto (遠山景元)
Recentment estat destituït del seu càrrec de Magistrat del Nord d'Edo i s'ha traslladat al lloc de Cap Censor. Oponent polític de Torii Yōzō.

### Altres personatges
Atl (アトル, Atoru)
Una xica azteca que treballa en un circ al costat del seu enorme cavall, Yukiwa (雪輪).
Kumoshichi (雲七)
Amic de Yuki. Ningú excepte Yuki pot vore-lo. És actualment un Yōi creat per Yuki. Després de fusionar-lo amb un altre Yōi, Quetzalcoatl, pren forma de cavall parlant.
Ōta (央太)
Un jove ofert en sacrifici a un Yōi, però que escapa amb sa mare.
Tae (たえ)
La mare d'Ōta.
Tamahei (玉兵)
Un policia auxiliar maldestre (Okappiki) obsessionat amb capturar a Yuki.
The Western Ones (西のもの, Nishi no Mono)
Un grup de bandits emmascarats els objectius dels quals són un misteri. Igual que Ryūdo, poden utilitzar el Ayagami i, sovint, crear Yōi. Són dirigits per un home anomenat Akamatsu, que compta amb una X en forma de cicatriu en el seu rostre.
Kawanabe Kyosai (河鍋暁斎, Kawanabe Kyōsai), també conegut com Shūzaburō (甲斐周三郎, Kai Shūzaburō)
Un jove pintor amb notable talent. Fou breument enviat a l'altre món després de colpejar-se el cap i caure al riu pel que anar surant, arribant quasi ofegar-se. És confiat i té seguretat de si mateix més enllà de la seua edat. Sovint visita els prostíbuls a pesar de ser menor d'edat, al·legant (potser la veritat) que ell està allà per a la pràctica d'observar l'art, i perquè ha desenvolupat cert interès en Atl. Va demostrar ser útil per a Ayashi proporcionant informació fiable i protegint a Atl en la seua absència.

## Media
Tenpō Ibun Ayakashi Ayashi va ser creada com una sèrie original d'anime que més tard fou adaptada a un manga.

### Anime
La sèrie d'anime Tenpō Ibun Ayakashi Ayashi es va emetre al Japó per primera vegada en octubre 7 del 2006 a les 6pm del dissabte en espai de màxima audiència en MBS i TBS. Al principi anaven a ser 52 episodis, això no obstant, a causa de les baixes qualificacions d'audiències durant el seu termini d'emissió, la longitud de la sèrie reducció a la meitat, a 25 episodis. Una nova sèrie d'anime,Toward the Terra , es va fer càrrec de l'espai horari, a partir d'abril de 2007.

#### Episodis OVA
Una breu sèrie d'episodis OVA, Ayashi la Divina Comèdia (奇士神曲, Ayashi Shinkyoku), es va incloure amb el sisè, setè i vuitè volumens de la Regió DVD 2. La sèrie s'estén per cinc episodis en total.

#### Temes musicals
Tema d'Obertura (Opening Theme)
- "Ryūsei Miracle" per Ikimono-gakari (eps 1-12)
- "Lone Star" per Captain Straydum (eps 13-25)

Ending Theme
- "Winding Road" per Porno Graffitti (eps 1-12)
- "Ai Toiu Kotoba" per Saki (eps 13-25)

### Manga
El manga Tenpō Ibun Ayakashi Ayashi fou escrit el mangaka japonès Yaeko Ninagawa i serialitzat en la revista de manga Young Gangan en octubre de 2006, publicat per Square Enix.